# H&T PLANNING
株式会社H&T PLANNING（エイチアンドティプランニング）は東京都中野区に本社を置く企画会社及びトイスクラッチメーカーである。

## 歴史
2009年8月に設立。

## トイスクラッチとは
- 削りカスの出ないスクラッチ印刷技術を用いてH&T PLANNINGが開発した「アタリ・ハズレ」などの懸賞に使用するスクラッチカード以外の印刷物を言う。

## 実用新案登録証取得
- 「スクラッチ式コミュニケーションカレンダー」【登録第3150434号】
- 「トイスクラッチ」【登録第3161501号】
- 「スクラッチカード式台紙」【登録第3170362号】

## 意匠登録証取得
- 「スクラッチ式マルチカード台紙」【登録第1442911号】
- 「スクラッチ式マルチカード台紙」【登録第1443017号】

## 主な製品
- トイスクラッチシリーズ
  - ウルトラスクラッチダイアリー2010
  - 大逆転トイスクラッチBINGO